# Park Narodowy Mljet
Park Narodowy Mljet (hr. Nacionalni Park Mljet) obejmuje północno-zachodnią część wyspy Mljet, która rozciąga się na terenie o wielkości prawie 5.300 hektarów, włączając chroniony obszar i pas morski o długości 500 metrów. 11 listopada 1960 roku teren ten został ogłoszony parkiem narodowym i przedstawia pierwszą zinstytucjonalizowaną próbę ochrony oryginalnego ekosystemu na Morzu Adriatyckim.

## Dane ogólne
Park Narodowy Mljet obejmuje zachodnią część wyspy Mljet, od terenu Crna klada do najbardziej wysuniętego na zachód punktu wyspy, przylądka Goli. Do systemu narodowego parku wchodzi miejscowość Polače (główny turystyczny i podróżniczy port), Goveđari (do którego systemu wchodzi miejscowość Babine Kuće, najstarsza miejscowość na wyspach), Soline (małe miejsce przy wejściu do Velikog Jezera) i Pristanište (miejsce z pocztą i zarządem parku narodowego) oraz Pomena (była rybacka miejscowość mieszkańców Goveđara, a dzisiaj miejsce z jedynym hotelem na wyspie).

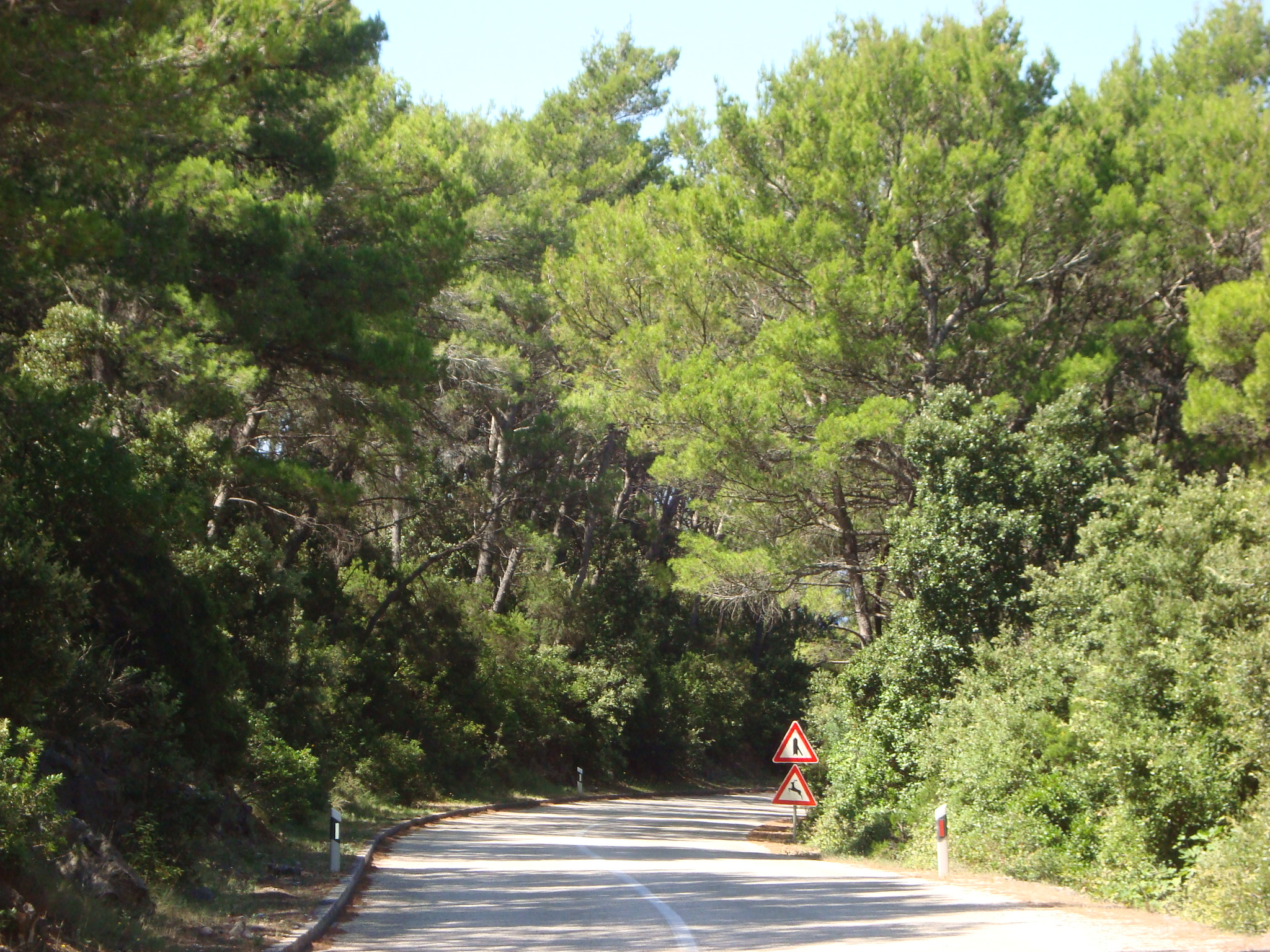
Crna klada, początek Parku Narodowego Mljet, Chorwacja

## Znaczenie
Park Narodowy Mljet został ogłoszony obszarem o szczególnej roli z powodu:
- Niepowtarzalnego panoramicznego wyglądu rozdzielonych brzegów, klifów i licznych wysepek, a także bogactwa okolicznych wzgórz, które wznoszą się stromo nad morską powierzchnią osłaniając liczne krasowe pola i starożytne miejscowości wśród kamieni. Jego zewnętrzny, spadzisty brzeg otwiera się w południowym kierunku morza i pełen jest „garma” – zawalonych jaskiń. Brzeg skierowany ku lądowi z wiatrami bora jest bardziej przystępny.
- System Wielkiego i Małego Jeziora, co przedstawia jedyny geologiczny i oceanograficzny fenomen w krasie, jest znaczący w skali światowej. Te dwa jedyne morskie jeziora były pierwotnie słodkowodne (od około 10.000 lat temu do początku ery chrześcijańskiej). Na skałach nabrzeżnych znajdują się endemiczne dalmatyńskie rośliny.
- Bogate i rozwinięte obszary leśne, które do niedawna przykrywały wielkie powierzchnie brzegów Morza Śródziemnego, dzisiaj rzadko się utrzymują tak jak tutaj w swojej pierwotnej postaci. Na terenie jezior z Mljeta las opada do samych brzegów i dlatego jeziora są chronione przed wpływem silnych wiatrów, a fale są na nich dużo mniejsze.
- Wyspa Świętej Marii na Wielkim Jeziorze ze starożytnym benedyktyńskim klasztorem i kościołem, który datuje się na XII wiek. Wysepka, z powodu swojego wyjątkowego estetycznego charakteru i silnego duchowo-kulturowego wymiaru, jest swego rodzaju symbolem wyspy i Parku Narodowego Mljet.
- Lokalizacja Polače jest jako kulturowo-historycznej oprawy dla atrakcji z rzymskim pałacem i fortyfikacyjną oprawą, a także z wczesnochrześcijańskimi bazylikami osadzonymi w malowniczej zatoce, która jest chroniona przed wiatrami.
- Kulturowo-historyczne dziedzictwo od czasu plemion ilirskich, Cesarstwa Rzymskiego i Republiki Dubrownickiej trwa do czasów dzisiejszych.

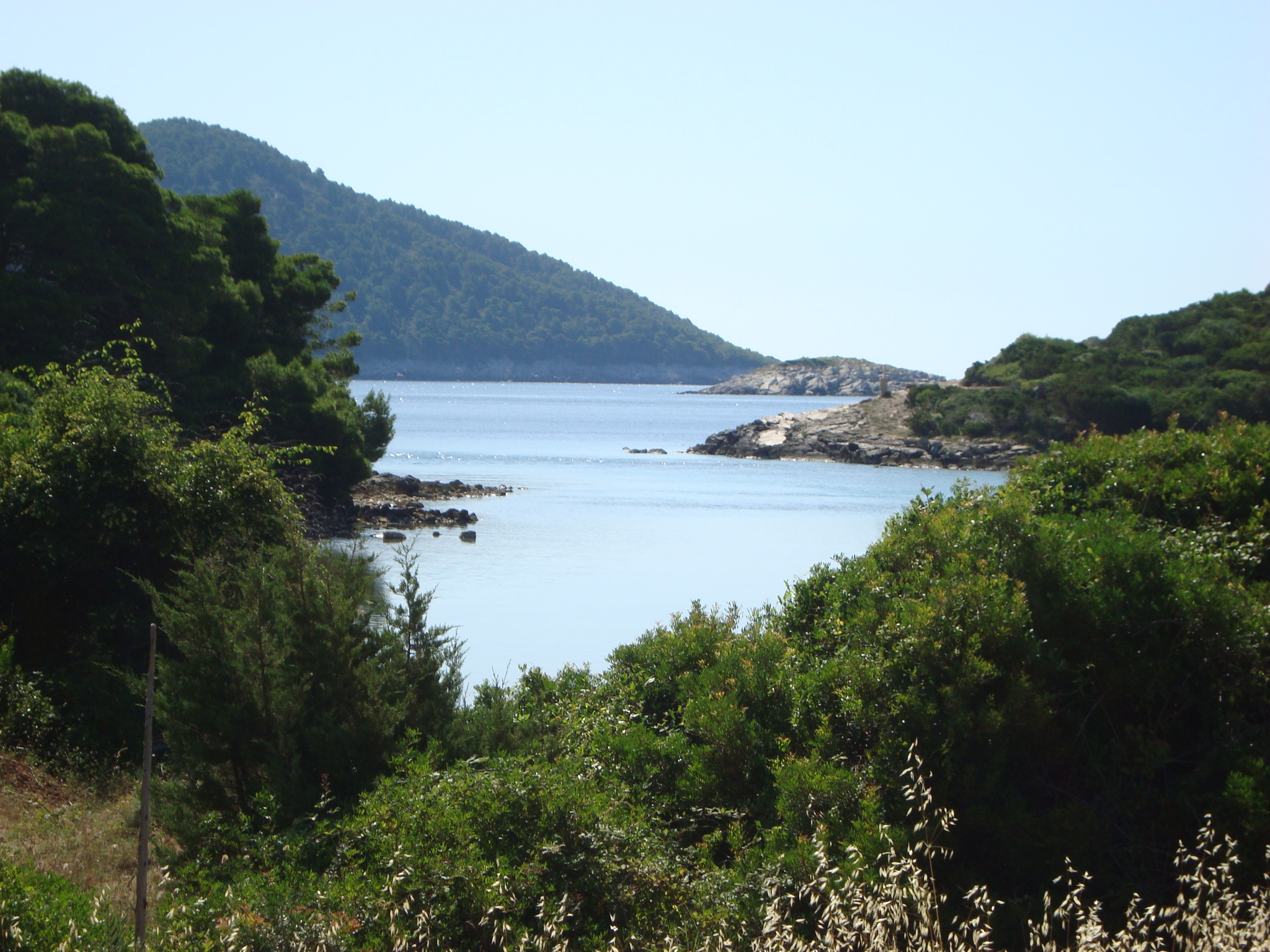
Vrata od Solina, wejście na kanał Solinski i początek Wielkiego Jeziora na Mljecie, Chorwacja

Panorama Wielkiego Jeziora

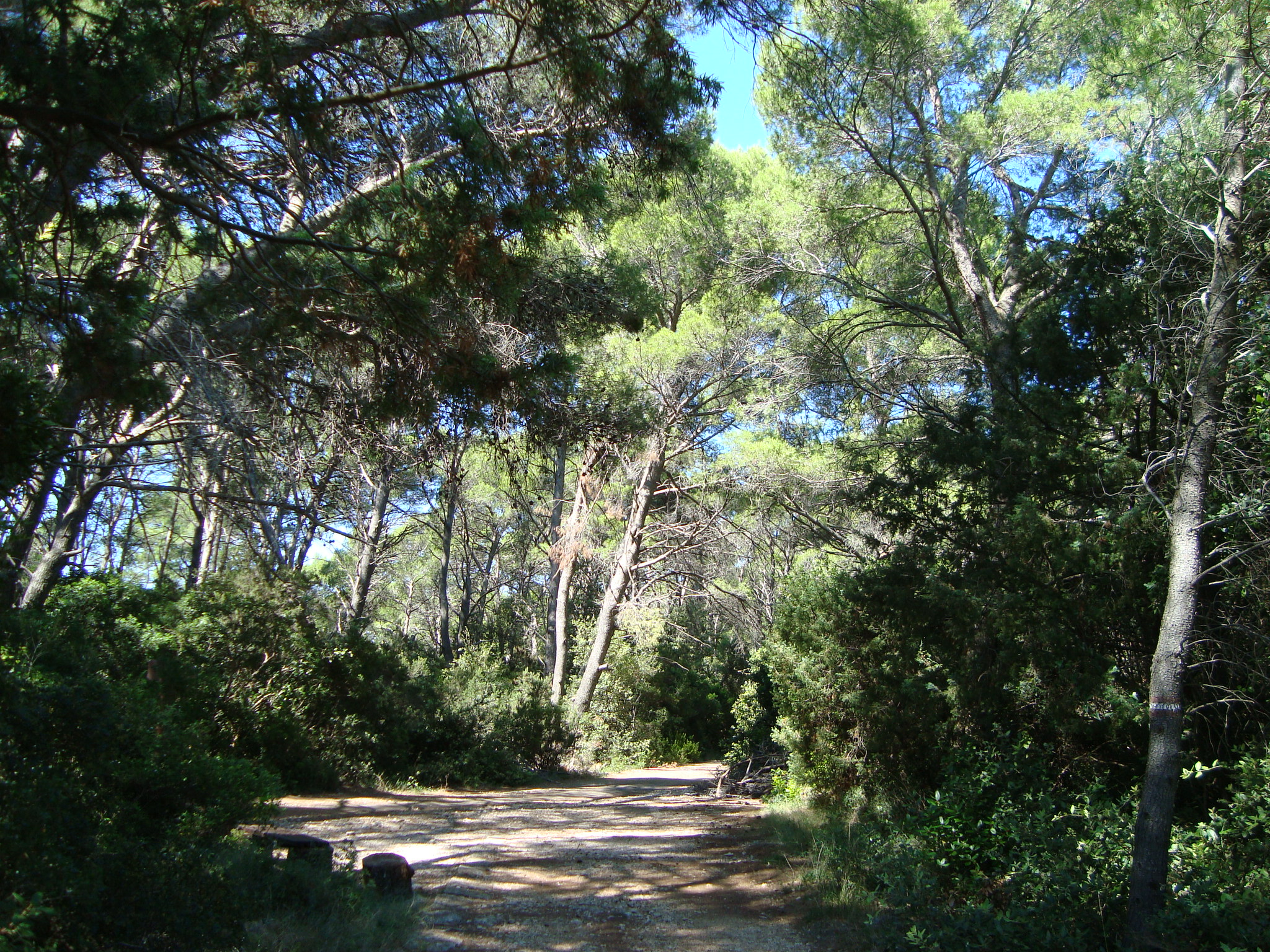
W Parku Narodowym Mljet lasy zajmują więcej niż 90% całej powierzchni parku

## Fauna i flora
Flora w Parku Narodowym Mljet
Wegetacja parku narodowego Mljet jest bardzo bujna, dlatego Mljet nazywany jest Zieloną wyspą. Las sosny alepskiej wokoło jeziora uważa się za najbardziej nienaruszony i najpiękniejszy las oraz rodzaj na Morzu Śródziemnym. Prawdziwy las dębu ostrolistnego z lasem Dundo na wyspie Rab są najbardziej nienaruszone na Morzu Adriatyckim. Mljet jest bogaty w liczne endemity wśród których znajduje się najbardziej popularna dubrovačka zečina (lat. Centaurea ragusina), Jupiterova brada (lat. Anthyllis barba-jovis) i drvenasta mlječika (lat. Euphorbia dendroides).
Fauna w Parku Narodowym Mljet
Ziemska fauna jest dość zubożała, po tym jak w 1909 roku na Mljet przyniesiony została mangusta mała (lat. Herpestes auropunctatus), rodzaj drapieżnika, który niszczy węże. Od tamtego momentu na wyspie nie ma żmij, ale jest też dużo mniej zwierzyny. Mangusta w tamtym czasie zaczęła stwarzać problemy lokalnej ludności, ponieważ zaczęła napadać na ptactwo domowe. Z mangustami na wyspie z większej zwierzyny mieszkają dziki euroazjatyckie (lat. Sus scrofa), daniele zwyczajne (lat. Dama dama) i owce kanadyjskie (lat. Ovis (orientalis) musimori). Podwodny świat jest bogaty w różne białe i niebieskie ryby, małże i kraby.
Zwierzęcy świat Parku Narodowego Mljet w typowych krasowych podziemnych siedliskach jak jaskinie i jamy nie zostały jeszcze w zupełności zbadane. Niektóre z endemicznych bezkręgowców jak Strouhaloniscus meledensis, Pergamasus meledensis, Otiorrhynchus meledanus i Meledella werneri dostały swoje nazwy właśnie po wyspie, gdzie zostały po raz pierwszy odnalezione.
Na wyspie zanotowano pięć gatunków węży i sześć gatunków jaszczurek. Wśród jaszczurek swoje siedlisko znalazły tutaj jaszczurki zielone (lat. Lacerta viridis), jaszczurki ostropyskie (lat. Lacerta oxycephala), murówki zwyczajne (lat. Lacerta melisellensis) i gekony tureckie (lat. Hemidactilus turcicus). Węże na wyspie dzięki mangustom zostały prawie w zupełności wytępione. Świat ptaków jest równie bogaty i różnorodny szczególnie w czasach migracji. Wtedy las sosnowy i makie zasiedlają takie ptaki jak łuszczakowate (lat. Fringilidae), rudziki (lat. Erithacus rubecula) i kosy (lat. Turdus merula), a także w czasie wiosny i lata można zobaczyć i usłyszeć słowika rdzawego (lat. Luscinia megarhynchos). Z drapieżnych ptaków w Parku Narodowym Mljet przebywają pustułki zwyczajne (lat. Falco tinnunculus), krogulce zwyczajne (lat. Accipiter nisus), trzmielojady zwyczajne (lat. Pernis apivorus), syczki zwyczajne (lat. Otus scops), puszczyki (lat. Strix aluco) i puchacze (lat. Bubo bubo). Z małych ssaków można znaleźć polską myszarkę skalną (lat. Apodemus mystacinus), jeża zachodniego (lat. Erinaceus europeus), więcej gatunków nietoperzy (lat. Chiroptera), popielice szarą (lat. Glis glis), kune domową (lat. Martes foina) i zająca szaraka (lat. Lepus europaeus).

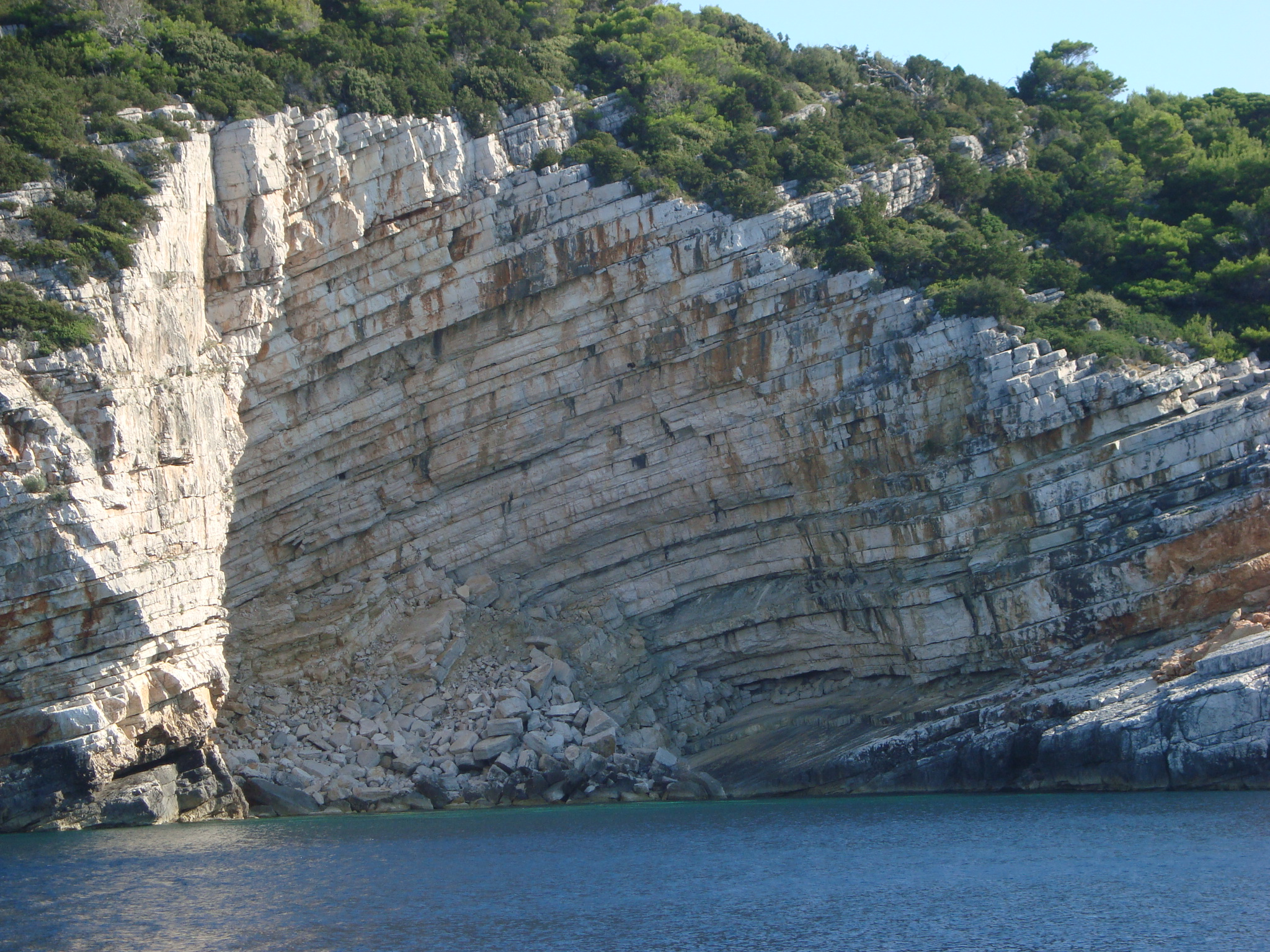
Położenie Zakamenice, postać amfiteatru, która powstała w wyniku działań fal w solidnej ścianie na południowym brzegu Parku Narodowego Mljet

## Jeziora Mljeta
Wielkie Jezioro (w rzeczywistości zatoka, którą z morzem łączy Solinski kanał) powstało przez zalewanie krasowego pola. Wielkie Jezioro posiada wielkość 145 ha, osiąga długość 2,5 km, a szerokość 1 km. Największa głębokość jeziora wynosi 46 metrów. Wielkie Jezioro łączy się z otwartym morzem długim i szerokim kanałem w miejscu, które nazywa się Veliki most, a z tego miejsca rozszerza się w Solinski kanał i za nim się łączy z otwartym morzem. Veliki most przed 1958 rokiem był płytszy i węższy niż dzisiaj, co jest wynikiem tworzenia się silnych prądów morskich. W czasie pływów morskich prąd albo wchodził albo wychodził z jeziora. W tym miejscu benedyktyni wybudowali młyn, który uruchamiał prąd morski i służył do produkowania soli (miejscowość Soline, po tym dostała nazwę). Veliki most został zniszczony w 1958 roku, żeby prezydent SFRJ Josip Broz Tito mógł wpłynąć na teren jeziora swoim jachtem.
Małe Jezioro znajduje się w północno-zachodniej części Wielkiego Jeziora i związany jest z nim kanałem o długości 30 metrów i głębokim na 0,5 metra, przez który także w zależności od pływów morskich, przepływa silny prąd morski. Kanał znajduje się w miejscu, które nazywa się Mali most. Wielkość jeziora wynosi 0,25 km², a największa głębokość to 29 metrów. Morze w tym jeziorze słabo się wymienia, dlatego posiada swoje cechy laguny.

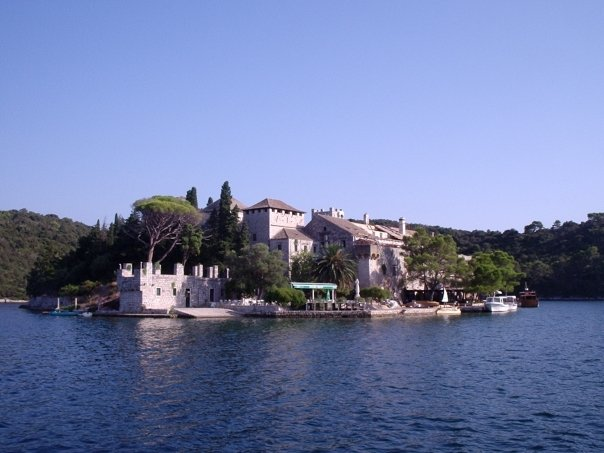
Wyspa Świętej Marii z benedyktyńskim klasztorem z XII wieku

## Wyspa Świętej Marii
W południowej części Wielkiego Jeziora znajduje się mała wysepka o wielkości 120 m x 200 m. Na niej znajdują się pozostałości rzymskiej budowli, ale najbardziej rozpoznawalna jest po klasztorze benedyktynów, którzy na wyspę przybyli w XII wieku. Przybycie benedyktynów z Apulii wywołało niezadowolenie wśród miejscowych benedyktynów (klasztor benedyktyński na Lokrum zbudowany został w 1203 roku), ale prawo do wyspy włoskim benedyktynom dał zahumski żupan Desin. Benedyktyni najpierw na wyspie wybudowali klasztor, a następnie (pod koniec XII wieku) i kościół. Romański klasztor więcej razy był przebudowywany. Dzisiejszy budynek jest dwupiętrową renesansową budowlą, która z dwóch stron otacza dziedziniec, a główny układ w kierunku dziedzińca ma arkadowy korytarz. W południowo-wschodnim rogu wybudowano obronną wieżę, ale wszystkie budowle, włączając i kościół, tworzą całość obronną. Klasztor został opuszczony 1869 roku i z tym wydarzeniem wiąże się legenda, że benedyktyni przeklęli ludność wyspy tak, że wszystko robili w odwrotnej kolejności. Na procesje szli w kierunku odwrotnym do wskazówek zegara, kiedy by zapalili świece, odwróciliby je do góry nogami, podczas gdy modlitwę wypowiadali od końca do początku. W klasztorze przebywało dużo uczonych i artystów jako zakonników. Najbardziej znanymi mieszkańcami tego zakonu byli dubrowniccy poeci jak Mavro Vetranović i Ignjat Đurđević oraz jeden z najbardziej znanych bizantologów swoich czasów Anselmo Banduri. Kościół Svete Marije w zestawieniu z klasztorem jest jednonawową romańską budowlą wzniesioną, a został stworzony według wzoru kościoła, który benedyktyńcy mieli w Monte Garganu. Kościół Svete Marije został przebudowany i rozszerzony w XVI wieku, wtedy na werandzie umieszczony został herb Gundulića.

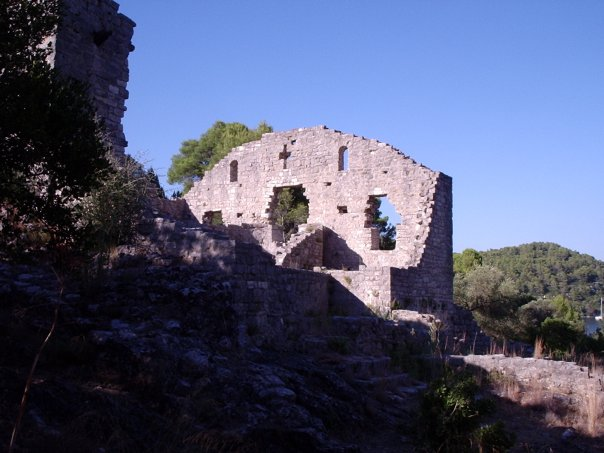
Pozostałości wczesnochrześcijańskiej bazyliki w Polače

## Rzymski pałac w Polače
W III wieku Rzymianie wznieśli nad zatoką luksusową rezydencję na letni wypoczynek, która była całkowicie osłonięta od wpływów różnych wiatrów, ale na wybór lokalizacji do budowy pałacu wpływ miała bliskość i źródło wody pitnej, które cały czas tam istnieje. Według legendy wzorzec rzymskich wsi z czasów Cesarstwa do budowy dał Agezilaj z Anazarbusy w Cylicji. Agezilaj z synem, poetą Opijanem, schronił się na wyspie Mljet, po tym jak rzymski car, Septymiusz Sewer ich wyrzucił. Legenda dalej głosi, że car Karakalla wyswobodził ich z niewoli, po tym jak poeta wypowiedział natchnione wersy o pięknie morza i wędkarstwie carowi. Opijan i jego ojciec otrzymali możliwość powrotu do Rzymu głosząc, że swojego małego cesarstwa nigdy by nie zamienili na wielkie i jednocześnie posłali mu gałąź sosny alepskiej z ptasim gniazdem, w którym znajdowała się muszla. We wspólną całość z pałacem wchodzą też pozostałości term, w których znaleziono mozaikę żurawia, który był symbolem Ostrogotów, zbrojownię i magazyn do galery. Później do pałacu dobudowano dwie wczesnochrześcijańskie bazyliki na wzór bazyliki z Solony.

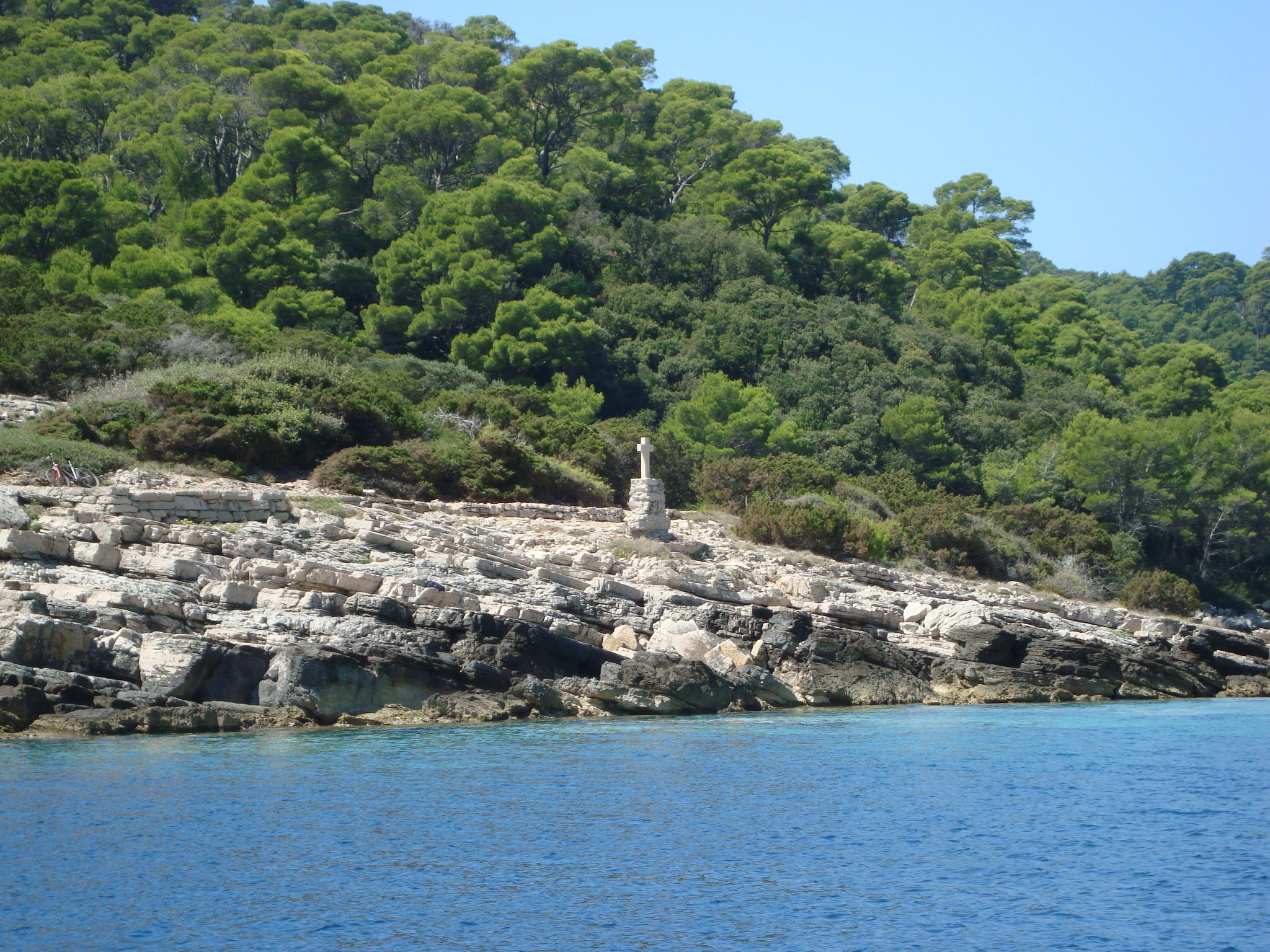
Krzyż przy Vrata od Soline, oryginał jest przechowywany na wyspie Świętej Marii na Wielkim Jeziorze

## Atrakcje Parku Narodowego Mljet
- Zupełnie nienaruszone lasy sosny alepskiej, dębu ostrolistnego i makii
- System słonych jezior wzajemnie związanych z morzem
- Wyspa Świętej Marii
- Pozostałości Rzymskiego pałacu w Polače i cała jego fortyfikacja
- Pozostałości iliryjskiej fortyfikacji na wzgórzu nad Wielkim Jeziorem
- Geomorfologiczna okolica Zakamenicy, na której morze przez lata na wyspie stworzyło rzeźbę dwóch amfiteatrów
- Solinski kanał i Vrata od Solina, na których benedyktyni postawili wielki krzyż z napisem głagolickim